# ميرينو (كولورادو)
ميرينو (بالإنجليزية: Merino, Colorado)‏ هي بلدة تقع في مقاطعة لوغان، كولورادو بولاية كولورادو في الولايات المتحدة. تبلغ مساحتها 0.4 (كم²)، وترتفع عن سطح البحر 1230 م، بلغ عدد سكانها 284 نسمة في عام 2010 حسب إحصاء مكتب تعداد الولايات المتحدة وتصل الكثافة السكانية فيها 710 نسمة/كم2.

## وصلات خارجية
- The US50 - Cities and Towns in Colorado State
- Colorado Cities and Towns, Facts, Map, Flag, Colleges, Government, and More